# Bernard (Fernsehserie)
Bernard (im asiatischen Raum auch Backkom, abgeleitet aus dem Hangeul: 빼꼼, Ppaekkom) ist die Hauptfigur einer computergenerierten Animationsfilm-Serie, die seit 2004 produziert wird.
Bernard ist ein neugieriger, ungeduldiger und tollpatschiger Eisbär, der in jedes Fettnäpfchen tritt und nie ohne Blessuren davonkommt.
Die Kurzfilme sind mit CGI-Animationssoftware gerendert und nur mit Musik, Umgebungsgeräuschen und Lauten (z. B. Knurren, Seufzen) unterlegt.
Während in einigen Episoden verschiedene andere Lebewesen wie eine Kuh oder Außerirdische Bernard das Leben schwer machen, tauchen einige Nebencharaktere wiederholt auf, etwa die Eidechse Zack, der Chihuahua Goliat oder die Pinguine Lloyd und Eva.
In Deutschland werden die Kurzfilme mehrmals wöchentlich im Fernsehen einzeln oder in Blöcken von 2 bis 3 Episoden im Kinderkanal ausgestrahlt.

## Auszeichnungen
Die Serie erhielt mehrere Auszeichnungen und Nominierungen, so erhielt, unter anderen, die Episode Contact2 auf dem Indi-Anifest 2006 in Seoul den Spezialpreis der Jury. Im Jahr 2004 errang die Serie den Ersten Platz bei der MIPCOM JR. Licensing Challenge 2004 als Beste Fernsehserie.